# Orchard Lake Village
Orchard Lake Village est une ville du comté d'Oakland, dans l'État du Michigan, aux États-Unis. Une banlieue au nord de Détroit, Orchard Lake Village se situe à environ 43.5 km du quartier d'affaires de Détroit et à environ 4.8 km au sud-ouest de Pontiac. La ville est majoritairement entourée par le canton de West Bloomfield, avec une petite frontière au nord-est de Keego Harbor. Le Recensement des États-Unis de 2010 révèle que la ville comptait 2 375 habitants.
En 2020, sa population était de 2 238 habitants.
L'aire entière de la ville est composée d'approximativement 40% d'eau, dont la particularité géographique principale est l'Orchard Lake, qui occupe à peu près 30% de la zone totale de la ville.

## Géographie
Selon le Bureau du recensement des États-Unis, la ville détient une aire entière de 10.67 km2, dont 6.32 km2 est composé de terre, et 4.35 km2 (40.78%) est composé d'eau.
Orchard Lake Village encercle Orchard Lake, le troisième plus grand lac dans le Comté d'Oakland. La ville est encerclée par West Bloomfield Township, sauf en ce qui concerne la frontière nord-est le long de Keego Harbor.

## Démographie

### Recensement de 2010
Le Recensement des États-Unis de 2010 révèle que la ville comptait 2 375 habitants, 802 foyers, ainsi que 665 familles vivant au sein de la ville. La densité de population était de 375.8 habitants/km2. Il y avait 869 habitations à une densité moyenne de 137.5 maisons/km2. La composition raciale de la ville consistait en 83.9% de Blancs, 6.4% d'Afro-Américains, 7.4% d'Asiatiques, 0.2% d'autres ethnicités, ainsi que 2.1% de deux ou plusieurs ethnicités. Les Hispano-Américains constituaient 1.1% de la population.
Il y avait 802 foyers, dont 33.9% avaient des enfants mineurs vivant avec eux, 75.7% étaient des couples mariés vivant ensemble, 4.1% avaient une maîtresse de maison sans époux actuel, 3.1% avaient un propriétaire sans épouse actuelle, et 17.1% étaient sans familles. 14.5% de tous foyers étaient individuels, et 6.8% avait une personne vivant seule ayant 65 ans ou plus. Le nombre moyen des foyers était de 2.78 membres et le nombre moyen d'une famille était de 3.08 membres.
L'âge médian de la ville était de 46.9 ans. 23.2% des habitants étaient mineurs ; 7.5% avaient entre 18 et 24 ans ; 16.1% avaient entre 25 et 44 ans ; 35.7% avaient entre 45 et 64 ans ; et 17.5% avaient 65 ans ou plus. La ville était composée de 53.6% d'hommes, ainsi que de 46.4% de femmes.

### Recensement de 2000
Le recensement des États-Unis de 2000 dévoile que la ville comptait 2 215 habitants, 750 foyers, et 648 familles vivant au sein de la ville. La densité de population était de 855.7 habitants/km2. Il y avait 805 habitations à une densité moyenne de 120.1 maisons/km2. La composition raciale de la ville consistait en 91.87% de Blancs, 3.84% d'Afro-Américains, 0.14% d'Amérindiens, 2.66% d'Asiatiques, 0.09% d'autres ethnicités, et 1.40% de deux ou plusieurs ethnicités. Les Hispano-Américains composaient 0.90% de la population.
8.8% de la population d'Orchard Lake rapporta des ascendances ayant été caractérisées comme "Assyrienne/Chaldéenne/Syriaque" par le recensement des États-Unis, faisant d'Orchard Lake Village la communauté ayant le plus grand pourcentage d'individus dans cette catégorie dans tous les États-Unis.
Il y avait 750 foyers, dont 40.3% avaient des enfants mineurs vivant avec eux, 79.7% étaient des couples mariés vivant ensemble, 3.9% avait une maîtresse de maison sans époux actuel, et 13.5% étaient sans familles. 9.6% de tous foyers étaient individuels, et 2.8% avaient une personne de 65 ans ou plus vivant seule. Le nombre moyen d'un foyer était de 2.95 membres et le nombre moyen d'une famille était de 3.18 membres.
Dans la ville, la population était dispersée, avec 26.9% de mineurs, 6% de jeunes ayant entre 18 et 24 ans, 21.7% ayant entre 25 et 44 ans, 34.4% ayant entre 45 et 64 ans, et 11% de 65 ans ou plus. L'âge médian était de 43 ans. Pour 100 femmes, il y avait 104.3 hommes.
Le revenu médian pour un foyer dans la ville était de 121 126 dollars (109 913 euros) et le revenu médian pour une famille était de 126 058 dollars (114 388 euros). Les hommes recevaient un revenu de 83 680 dollars (75 933 euros) contre 41 250 dollars pour les femmes (37 431 euros). Le Revenu par tête de la ville s'élevait à 67 881 dollars (61 597 euros). Environ 0.6% des familles et 0.5% de la population vivaient en-dessous du seuil de pauvreté, comprenant aucun mineur ou personnes âgées de 65 ans ou plus.

## Personnalités notables
- Joseph Sumner Rogers, fondateur de l'Académie militaire du Michigan.
- Bob Seger, musicien américain.